# Llista de topònims de Mollet del Vallès
Llista de topònims (noms propis de lloc) del municipi de Mollet del Vallès, al Vallès Oriental
Informació actualitzada per un bot. Els canvis manuals es perdran quan s'actualitzi!

## casa
| imatge | Nom                                      | Ubicat a          | instància de | Detalls                                                        | coordenades                                                                                   | Protecció                                  | Commons (més fotos)            | Dades a WD                    |
| ------ | ---------------------------------------- | ----------------- | ------------ | -------------------------------------------------------------- | --------------------------------------------------------------------------------------------- | ------------------------------------------ | ------------------------------ | ----------------------------- |
|        | Cal Dibuixant                            | Mollet del Vallès | casa         | Estil: arquitectura popular                                    | 41° 32′ 18″ N, 2° 12′ 48″ E / 41.538446°N,2.213361°E ca:Plaça Prat de la Riba, 21             | bé integrant del patrimoni cultural català | Cal Dibuixant                  | Modifica les dades a Wikidata |
|        | Can Boix                                 | Mollet del Vallès | casa         | Estil: arquitectura modernista                                 | 41° 32′ 09″ N, 2° 12′ 57″ E / 41.535892°N,2.215965°E ca:Carrer Berenguer III, 67-69           | bé integrant del patrimoni cultural català | Can Boix (Mollet del Vallès)   | Modifica les dades a Wikidata |
|        | Can Creus                                | Mollet del Vallès | casa         | Estil: historicisme arquitectònic Estat: enderrocat o destruït | 41° 32′ 09″ N, 2° 12′ 58″ E / 41.535785°N,2.216091°E                                          |                                            |                                | Modifica les dades a Wikidata |
|        | Casa Lledó                               | Mollet del Vallès | casa         | Estil: arquitectura popular                                    | 41° 32′ 34″ N, 2° 12′ 42″ E / 41.5429°N,2.2118°E ca:Comte d'Urgell, 26                        | bé integrant del patrimoni cultural català | Casa Lledó (Mollet del Vallès) | Modifica les dades a Wikidata |
|        | Casa Mulà                                | Mollet del Vallès | casa         | Estil: noucentisme                                             | 41° 32′ 15″ N, 2° 12′ 35″ E / 41.5374°N,2.2097°E ca:Av. Rafael Casanova / Alsina, 1           | bé integrant del patrimoni cultural català | Can Mulà                       | Modifica les dades a Wikidata |
|        | Farmàcia J. Amadó                        | Mollet del Vallès | casa         | Estil: historicisme arquitectònic neogòtic 19th century        | 41° 32′ 19″ N, 2° 12′ 49″ E / 41.538681°N,2.213497°E ca:Plaça Prat de La Riba, 17             | bé integrant del patrimoni cultural català | Farmàcia J. Amadó              | Modifica les dades a Wikidata |
|        | can Gomà                                 | Mollet del Vallès | casa         | Estil: noucentisme 1945                                        | 41° 32′ 34″ N, 2° 12′ 53″ E / 41.5429°N,2.2148°E ca:Av. Jaume I, 167 - c. Castelao, 2 82 msnm | bé integrant del patrimoni cultural català | Can Gomà (Mollet del Vallès)   | Modifica les dades a Wikidata |
|        | habitatge a la plaça Prat de la Riba, 20 | Mollet del Vallès | casa         | Estil: arquitectura popular                                    | 41° 32′ 19″ N, 2° 12′ 48″ E / 41.538585°N,2.21335°E ca:Plaça Prat de la Riba, 20              | bé integrant del patrimoni cultural català | Plaça Prat de la Riba 20       | Modifica les dades a Wikidata |
|        | habitatge al carrer Berenguer III, 100   | Mollet del Vallès | casa         | Estil: noucentisme                                             | 41° 32′ 11″ N, 2° 12′ 56″ E / 41.53625°N,2.215495°E ca:Berenguer III, 100 / Jacint Verdaguer  | bé integrant del patrimoni cultural català | Carrer Berenguer III 100       | Modifica les dades a Wikidata |
|        | habitatge al carrer d'Itàlia, 4          | Mollet del Vallès | casa         | Estil: noucentisme                                             | 41° 32′ 06″ N, 2° 13′ 01″ E / 41.535005°N,2.217082°E                                          | bé integrant del patrimoni cultural català | Carrer d'Itàlia 4              | Modifica les dades a Wikidata |

## curs d'aigua
| imatge | Nom              | Ubicat a                                                            | instància de               | Detalls                                                     | coordenades                                                                                               | Protecció | Commons (més fotos) | Dades a WD                    |
| ------ | ---------------- | ------------------------------------------------------------------- | -------------------------- | ----------------------------------------------------------- | --- | --------- | ------------------- | ----------------------------- |
|        | Besòs            | província de Barcelona Vallès Oriental Vallès Occidental Barcelonès | curs d'aigua riu principal | Desemboca: mar Mediterrània Llarg: 17.7km Conca: 1038.31km² | 41° 32′ 47″ N, 2° 15′ 02″ E / 41.5463°N,2.2506°E 41° 25′ 07″ N, 2° 13′ 59″ E / 41.4187°N,2.2331°E 16 msnm |           | Besòs River         | Modifica les dades a Wikidata |
|        | el Tenes         | província de Barcelona Moianès Vallès Oriental                      | curs d'aigua               | Desemboca: Besòs Llarg: 32.5km                              | 41° 44′ 53″ N, 2° 09′ 35″ E / 41.748152°N,2.15967°E 41° 32′ 28″ N, 2° 13′ 49″ E / 41.541249°N,2.230325°E  |           | El Tenes            | Modifica les dades a Wikidata |
|        | riera de Gallecs | Mollet del Vallès                                                   | curs d'aigua               | Desemboca: Besòs                                            | 41° 33′ 00″ N, 2° 12′ 14″ E / 41.550085548148616°N,2.203938961029053°E                                    |           | Riera de Gallecs    | Modifica les dades a Wikidata |

## edifici
| imatge | Nom                              | Ubicat a          | instància de | Detalls                                                  | coordenades                                                                                               | Protecció                                  | Commons (més fotos)              | Dades a WD                    |
| ------ | -------------------------------- | ----------------- | ------------ | -------------------------------------------------------- | --- | ------------------------------------------ | -------------------------------- | ----------------------------- |
|        | Antiga Casa de la Vila           | Mollet del Vallès | edifici      | Estil: arquitectura eclèctica                            | 41° 32′ 19″ N, 2° 12′ 47″ E / 41.53868°N,2.21314°E                                                        | bé integrant del patrimoni cultural català |                                  | Modifica les dades a Wikidata |
|        | Can Fàbregas                     | Mollet del Vallès | edifici      | Estat: enderrocat o destruït                             | 41° 32′ 07″ N, 2° 13′ 02″ E / 41.535295°N,2.217132°E                                                      |                                            |                                  | Modifica les dades a Wikidata |
|        | Farinera Moretó                  | Mollet del Vallès | edifici      | Estil: noucentisme                                       | 41° 32′ 14″ N, 2° 12′ 21″ E / 41.5372°N,2.2057°E ca:Crtra. Sabadell, davant de l'Estació del Nord         | bé integrant del patrimoni cultural català | Farinera Moretó                  | Modifica les dades a Wikidata |
|        | Illa de cases Can Borrell        | Mollet del Vallès | edifici      |                                                          | 41° 32′ 51″ N, 2° 12′ 32″ E / 41.5474°N,2.2088°E                                                          | bé integrant del patrimoni cultural català | Illa de cases Can Borrell        | Modifica les dades a Wikidata |
|        | Mercat Vell de Mollet del Vallès | Mollet del Vallès | edifici      | Estil: noucentisme                                       | 41° 32′ 20″ N, 2° 12′ 47″ E / 41.5388°N,2.21299°E ca:Plaça Prat de la Riba, 6                             | bé integrant del patrimoni cultural català | Mercat Vell de Mollet del Vallès | Modifica les dades a Wikidata |
|        | Tenería Moderna Franco-Española  | Mollet del Vallès | edifici      | Estil: noucentisme Estat: parcialment destruït           | 41° 32′ 00″ N, 2° 13′ 06″ E / 41.533333333333°N,2.2183333333333°E ca:Indústria, 1                         | bé integrant del patrimoni cultural català | Tenería Moderna Franco-Española  | Modifica les dades a Wikidata |
|        | el Tabaran                       | Mollet del Vallès | edifici      | Estil: noucentisme 1919 Estat: ruïnós Superfície: 3250m² | 41° 32′ 14″ N, 2° 12′ 46″ E / 41.537188888889°N,2.2128194444444°E ca:Av. de la Llibertat - c/ Lluís Duran |                                            | El Tabaran                       | Modifica les dades a Wikidata |

## edifici escolar
| imatge | Nom            | Ubicat a          | instància de    | Detalls            | coordenades                                                                                 | Protecció                                  | Commons (més fotos)                | Dades a WD                    |
| ------ | -------------- | ----------------- | --------------- | ------------------ | ------------------------------------------------------------------------------------------- | ------------------------------------------ | ---------------------------------- | ----------------------------- |
|        | Acadèmia Viñas | Mollet del Vallès | edifici escolar | Estil: noucentisme | 41° 32′ 17″ N, 2° 12′ 43″ E / 41.538186111111°N,2.2119083333333°E ca:Av. Jaume I, 2-4       | bé integrant del patrimoni cultural català | Acadèmia Viñas (Mollet del Vallès) | Modifica les dades a Wikidata |
|        | Col·legis Nous | Mollet del Vallès | edifici escolar | Estil: noucentisme | 41° 32′ 23″ N, 2° 12′ 38″ E / 41.539852142333984°N,2.21055006980896°E ca:Granada, 1 63 msnm |                                            | Col·legis Nous (Mollet del Vallès) | Modifica les dades a Wikidata |

## edifici residencial
| imatge | Nom                                            | Ubicat a          | instància de                   | Detalls                       | coordenades | Protecció | Commons (més fotos)               | Dades a WD                    |
| ------ | ---------------------------------------------- | ----------------- | ------------------------------ | ----------------------------- | --- | --------- | --------------------------------- | ----------------------------- |
|        | Casa Moretó                                    | Mollet del Vallès | edifici residencial            | Estil: modernisme català      | 41° 32′ 15″ N, 2° 12′ 21″ E / 41.53762435913086°N,2.2056949138641357°E ca:Rafael Casanova, 77 / Joan Maragall    |           |                                   | Modifica les dades a Wikidata |
|        | Casa Timoteu Parera                            | Mollet del Vallès | edifici residencial            | Estil: arquitectura eclèctica | 41° 32′ 09″ N, 2° 12′ 36″ E / 41.53590774536133°N,2.209908962249756°E ca:Av. de Burgos                           |           |                                   | Modifica les dades a Wikidata |
|        | Casa Viñas                                     | Mollet del Vallès | edifici residencial            | Estil: modernisme català      | 41° 32′ 20″ N, 2° 12′ 45″ E / 41.538875579833984°N,2.212491512298584°E ca:Av. Jaume I, 26                        |           |                                   | Modifica les dades a Wikidata |
|        | Casa del Director de la Fàbrica Fàbregas Rafat | Mollet del Vallès | edifici residencial            | Estil: modernisme català      | 41° 32′ 05″ N, 2° 13′ 00″ E / 41.534793853759766°N,2.2166223526000977°E ca:Itàlia, 2-4 / Doctor Lluís Durán, 101 |           |                                   | Modifica les dades a Wikidata |
|        | Casa-Museu Abelló                              | Mollet del Vallès | edifici residencial casa natal |                               | 41° 32′ 06″ N, 2° 12′ 58″ E / 41.535125732421875°N,2.216092109680176°E ca:Lluis Duran, 90                        |           |                                   | Modifica les dades a Wikidata |
|        | Cases Barates                                  | Mollet del Vallès | edifici residencial            | Estil: modernisme català      | 41° 32′ 07″ N, 2° 12′ 56″ E / 41.535213470458984°N,2.2155730724334717°E ca:Àngel Guimerà, 7-13 57 msnm           |           | Cases Barates (Mollet del Vallès) | Modifica les dades a Wikidata |

## entitat singular de població
| imatge | Nom               | Ubicat a          | instància de                                                                   | Detalls   | coordenades                                                                  | Protecció | Commons (més fotos) | Dades a WD                    |
| ------ | ----------------- | ----------------- | ------------------------------------------------------------------------------ | --------- | ---------------------------------------------------------------------------- | --------- | ------------------- | ----------------------------- |
|        | Gallecs           | Mollet del Vallès | entitat singular de població ens local històric de Catalunya                   | 125 hab   | 41° 33′ 50″ N, 2° 11′ 48″ E / 41.5639552308454°N,2.19675884372731°E 108 msnm |           |                     | Modifica les dades a Wikidata |
|        | Mollet del Vallès | Mollet del Vallès | entitat singular de població capital municipal ens local històric de Catalunya | 51920 hab | 41° 32′ 25″ N, 2° 12′ 47″ E / 41.54026°N,2.21306°E 64 msnm                   |           |                     | Modifica les dades a Wikidata |

## església
| imatge | Nom                    | Ubicat a          | instància de                 | Detalls                                | coordenades                                                                                           | Protecció                   | Commons (més fotos)                        | Dades a WD                    |
| ------ | ---------------------- | ----------------- | ---------------------------- | -------------------------------------- | --- | --------------------------- | ------------------------------------------ | ----------------------------- |
|        | Sant Vicenç de Mollet  | Mollet del Vallès | església església parroquial | Arquitecte: Francesc Folguera i Grassi | 41° 32′ 22″ N, 2° 12′ 50″ E / 41.5395°N,2.21385°E ca:Església, 1                                      | bé cultural d'interès local | Sant Vicenç de Mollet                      | Modifica les dades a Wikidata |
|        | Santa Maria de Gallecs | Mollet del Vallès | església                     | Estil: arquitectura romànica           | 41° 33′ 47″ N, 2° 11′ 47″ E / 41.5630557°N,2.1963986°E ca:Gallecs                                     | bé cultural d'interès local | Santa Maria de Gallecs                     | Modifica les dades a Wikidata |
|        | església de Santa Rosa | Mollet del Vallès | església edifici religiós    |                                        | 41° 32′ 40″ N, 2° 12′ 15″ E / 41.54444122314453°N,2.2042200565338135°E ca:Francesc Layret, 21 78 msnm |                             | Església de Santa Rosa (Mollet del Vallès) | Modifica les dades a Wikidata |

## estació de ferrocarril
| imatge | Nom                            | Ubicat a          | instància de                            | Detalls | coordenades                                                                    | Protecció | Commons (més fotos)               | Dades a WD                    |
| ------ | ------------------------------ | ----------------- | --------------------------------------- | ------- | ------------------------------------------------------------------------------ | --------- | --------------------------------- | ----------------------------- |
|        | Estació de Mollet - Sant Fost  | Mollet del Vallès | estació de ferrocarril junction station |         | 41° 32′ 01″ N, 2° 13′ 04″ E / 41.53358333333333°N,2.2176944444444446°E 61 msnm |           | Mollet - Sant Fost train station  | Modifica les dades a Wikidata |
|        | estació de Mollet - Santa Rosa | Mollet del Vallès | estació de ferrocarril                  |         | 41° 32′ 12″ N, 2° 12′ 22″ E / 41.536627777778°N,2.2060944444444°E              |           | Mollet - Santa Rosa train station | Modifica les dades a Wikidata |

## jardí públic
| imatge | Nom                 | Ubicat a          | instància de | Detalls                                               | coordenades | Protecció                                  | Commons (més fotos) | Dades a WD                    |
| ------ | ------------------- | ----------------- | ------------ | ----------------------------------------------------- | --- | ------------------------------------------ | ------------------- | ----------------------------- |
|        | Parc dels Colors    | Mollet del Vallès | jardí públic | Arquitecte: Enric Miralles i Moya Benedetta Tagliabue | 41° 32′ 39″ N, 2° 12′ 20″ E / 41.54422378540039°N,2.2055299282073975°E ca:Francesc Layret / Caldes de Montbui / Agricultura 72 msnm | bé integrant del patrimoni cultural català | Parc dels Colors    | Modifica les dades a Wikidata |
|        | parc de Can Borrell | Mollet del Vallès | jardí públic | Anomenat per: Can Borrell                             | 41° 32′ 48″ N, 2° 12′ 20″ E / 41.546593°N,2.205473°E 72 msnm                                                                        |                                            | Parc de Can Borrell | Modifica les dades a Wikidata |

## masia
| imatge | Nom                         | Ubicat a          | instància de                 | Detalls                                                               | coordenades                                                                                      | Protecció                   | Commons (més fotos)                             | Dades a WD                    |
| ------ | --------------------------- | ----------------- | ---------------------------- | --------------------------------------------------------------------- | ------------------------------------------------------------------------------------------------ | --------------------------- | ----------------------------------------------- | ----------------------------- |
|        | Ca l'Amic                   | Mollet del Vallès | masia                        | Estil: arquitectura popular                                           | 41° 33′ 57″ N, 2° 11′ 32″ E / 41.5657°N,2.1922°E ca:Gallecs 113 msnm                             | bé cultural d'interès local | Conjunt de ca l'Andreu, cal Ferrat, ca l'Antich | Modifica les dades a Wikidata |
|        | Can Besora                  | Mollet del Vallès | masia                        |                                                                       | 41° 32′ 42″ N, 2° 12′ 03″ E / 41.5449516774686°N,2.20089069330808°E                              |                             |                                                 | Modifica les dades a Wikidata |
|        | Can Borrell                 | Mollet del Vallès | masia casa forta             | Estil: arquitectura popular                                           | 41° 32′ 48″ N, 2° 12′ 18″ E / 41.5466°N,2.2049°E ca:Av. Caldes de Montbui, parc de Can Borrell   | bé cultural d'interès local | Can Borrell (Mollet del Vallès)                 | Modifica les dades a Wikidata |
|        | Can Castellà                | Mollet del Vallès | masia                        |                                                                       | 41° 33′ 49″ N, 2° 11′ 32″ E / 41.563575°N,2.1921°E                                               |                             |                                                 | Modifica les dades a Wikidata |
|        | Can Cruz                    | Mollet del Vallès | masia                        |                                                                       | 41° 33′ 47″ N, 2° 11′ 58″ E / 41.5631007547743°N,2.19951579947289°E 107 msnm                     |                             | Can Cruz                                        | Modifica les dades a Wikidata |
|        | Can Cònsol                  | Mollet del Vallès | masia                        |                                                                       | 41° 33′ 44″ N, 2° 12′ 34″ E / 41.5620880964458°N,2.20937431324416°E 122 msnm                     |                             | Can Cònsol (Mollet del Vallès)                  | Modifica les dades a Wikidata |
|        | Can Flequer i Can Pantiquet | Mollet del Vallès | masia                        | Estil: arquitectura popular                                           | 41° 32′ 48″ N, 2° 13′ 08″ E / 41.5466°N,2.21898°E                                                | bé cultural d'interès local | Can Flequer i Can Pantiquet                     | Modifica les dades a Wikidata |
|        | Can Fonolleda               | Mollet del Vallès | masia                        |                                                                       | 41° 33′ 16″ N, 2° 12′ 33″ E / 41.5543136700221°N,2.20920525532676°E                              |                             |                                                 | Modifica les dades a Wikidata |
|        | Can Jaume Magre             | Mollet del Vallès | masia                        |                                                                       | 41° 33′ 57″ N, 2° 12′ 02″ E / 41.5657118016578°N,2.20065892227733°E 115 msnm                     |                             | Can Jaume Magre                                 | Modifica les dades a Wikidata |
|        | Can Jaume de Mogoda         | Mollet del Vallès | masia                        |                                                                       | 41° 31′ 49″ N, 2° 12′ 30″ E / 41.530222710089°N,2.20840792165997°E 55 msnm                       |                             | Can Jaume de Mogoda                             | Modifica les dades a Wikidata |
|        | Can Jornet de Gallecs       | Mollet del Vallès | masia                        | Estil: arquitectura popular                                           | 41° 33′ 36″ N, 2° 12′ 08″ E / 41.5599°N,2.20219°E ca:Gallecs. Al costat de la carretera.         | bé cultural d'interès local | Can Jornet de Gallecs                           | Modifica les dades a Wikidata |
|        | Can Magre                   | Mollet del Vallès | masia                        |                                                                       | 41° 33′ 51″ N, 2° 11′ 46″ E / 41.5642024669199°N,2.19604818880899°E                              |                             |                                                 | Modifica les dades a Wikidata |
|        | Can Mular                   | Mollet del Vallès | masia                        | Estil: arquitectura popular                                           | 41° 34′ 13″ N, 2° 11′ 45″ E / 41.5702°N,2.1957°E                                                 | bé cultural d'interès local |                                                 | Modifica les dades a Wikidata |
|        | Can Prats                   | Mollet del Vallès | masia                        |                                                                       | 41° 32′ 49″ N, 2° 13′ 07″ E / 41.5468928535577°N,2.21859985764335°E                              |                             |                                                 | Modifica les dades a Wikidata |
|        | Can Roca                    | Mollet del Vallès | masia                        |                                                                       | 41° 32′ 59″ N, 2° 13′ 26″ E / 41.5497657239477°N,2.22385304604059°E                              |                             |                                                 | Modifica les dades a Wikidata |
|        | Can Ros                     | Mollet del Vallès | masia                        |                                                                       | 41° 33′ 04″ N, 2° 13′ 09″ E / 41.5510312526667°N,2.21919751780941°E                              |                             |                                                 | Modifica les dades a Wikidata |
|        | Can Salvi                   | Mollet del Vallès | masia                        |                                                                       | 41° 33′ 38″ N, 2° 11′ 59″ E / 41.5606605005994°N,2.19961787056137°E 95 msnm                      |                             | Can Salvi (Mollet del Vallès)                   | Modifica les dades a Wikidata |
|        | Can Veire                   | Mollet del Vallès | masia                        |                                                                       | 41° 34′ 25″ N, 2° 11′ 54″ E / 41.573567501978°N,2.19827106234202°E                               |                             |                                                 | Modifica les dades a Wikidata |
|        | Can Vila                    | Mollet del Vallès | masia                        | Estil: arquitectura popular 16th century                              | 41° 33′ 20″ N, 2° 13′ 02″ E / 41.5555°N,2.2171°E                                                 | bé cultural d'interès local | Can Vila (Mollet del Vallès)                    | Modifica les dades a Wikidata |
|        | Can Xalet                   | Mollet del Vallès | masia                        |                                                                       | 41° 33′ 53″ N, 2° 12′ 03″ E / 41.564718°N,2.200896°E 108 msnm                                    |                             | Can Xalet (Mollet del Vallès)                   | Modifica les dades a Wikidata |
|        | Centre Cultural La Marineta | Mollet del Vallès | masia hostal centre cultural | Estil: gòtic tardà arquitectura del Renaixement 1567 Estat: bon estat | 41° 32′ 23″ N, 2° 12′ 49″ E / 41.53976821899414°N,2.2136049270629883°E ca:Plaça de l'Església, 7 | bé cultural d'interès local | Centre Cultural La Marineta                     | Modifica les dades a Wikidata |
|        | la Torreta                  | Mollet del Vallès | masia                        |                                                                       | 41° 33′ 20″ N, 2° 11′ 55″ E / 41.5556012670007°N,2.19873296240223°E                              |                             |                                                 | Modifica les dades a Wikidata |
|        | la Vinyota                  | Mollet del Vallès | masia                        |                                                                       | 41° 32′ 46″ N, 2° 13′ 17″ E / 41.5461193884799°N,2.22142676546239°E                              |                             |                                                 | Modifica les dades a Wikidata |

## monument
| imatge | Nom                               | Ubicat a          | instància de              | Detalls                               | coordenades                                                                                               | Protecció | Commons (més fotos)                         | Dades a WD                    |
| ------ | --------------------------------- | ----------------- | ------------------------- | ------------------------------------- | --- | --------- | ------------------------------------------- | ----------------------------- |
|        | A Pau Casals                      | Mollet del Vallès | monument                  |                                       | 41° 32′ 07″ N, 2° 12′ 35″ E / 41.53516387939453°N,2.2096800804138184°E ca:Plaça Pau Casals                |           |                                             | Modifica les dades a Wikidata |
|        | L'ombra de L'estil                | Mollet del Vallès | monument                  |                                       | 41° 31′ 50″ N, 2° 12′ 22″ E / 41.53052520751953°N,2.2060229778289795°E ca:Rotonda Calderí / Av. de Burgos |           |                                             | Modifica les dades a Wikidata |
|        | La Marieta                        | Mollet del Vallès | monument                  |                                       | 41° 32′ 22″ N, 2° 12′ 49″ E / 41.53935241699219°N,2.2137041091918945°E ca:Sant Oleguer                    |           |                                             | Modifica les dades a Wikidata |
|        | Lector de Premsa                  | Mollet del Vallès | monument                  |                                       | 41° 32′ 19″ N, 2° 12′ 40″ E / 41.538597106933594°N,2.211184024810791°E ca:Rambla Nova, 15                 |           |                                             | Modifica les dades a Wikidata |
|        | Mil·lenari de Mollet              | Mollet del Vallès | monument                  |                                       | 41° 32′ 23″ N, 2° 12′ 36″ E / 41.53961563110352°N,2.210045099258423°E ca:Rambla Nova / Aureli M. Escarré  |           | Mil·lenari de Mollet                        | Modifica les dades a Wikidata |
|        | Moll-Mollet. Poema Visual Corpori | Mollet del Vallès | monument                  |                                       | 41° 32′ 07″ N, 2° 12′ 37″ E / 41.535404205322266°N,2.2103569507598877°E ca:Joan Brossa. Plaça Major       |           |                                             | Modifica les dades a Wikidata |
|        | Rellotge de Sol                   | Mollet del Vallès | monument                  |                                       | 41° 32′ 35″ N, 2° 12′ 06″ E / 41.542938232421875°N,2.201550006866455°E ca:Rotonda a la Ronda Pinetons     |           |                                             | Modifica les dades a Wikidata |
|        | monument a Anselm Clavé           | Mollet del Vallès | monument bust             | Dedicat a: Josep Anselm Clavé i Camps | 41° 32′ 17″ N, 2° 12′ 47″ E / 41.53793220337775°N,2.2131013870239262°E                                    |           | Monument a Anselm Clavé (Mollet del Vallès) | Modifica les dades a Wikidata |
|        | monument a tots els vells del món | Mollet del Vallès | monument obra escultòrica |                                       | 41° 32′ 16″ N, 2° 12′ 48″ E / 41.53775552741008°N,2.2132194042205815°E                                    |           | Monument a tots els vells del món           | Modifica les dades a Wikidata |

## obra escultòrica
| imatge | Nom               | Ubicat a          | instància de                          | Detalls | coordenades                                                            | Protecció | Commons (més fotos)              | Dades a WD                    |
| ------ | ----------------- | ----------------- | ------------------------------------- | ------- | ---------------------------------------------------------------------- | --------- | -------------------------------- | ----------------------------- |
|        | Dona d'aigua      | Mollet del Vallès | obra escultòrica                      |         | 41° 32′ 16″ N, 2° 12′ 43″ E / 41.53791614194608°N,2.2120499610900883°E |           | Dona d'aigua (Mollet del Vallès) | Modifica les dades a Wikidata |
|        | escultura Gallecs | Mollet del Vallès | obra escultòrica art de rotonda arada | 2007    | 41° 32′ 58″ N, 2° 12′ 26″ E / 41.5495034281244°N,2.207141518592835°E   |           | Escultura Gallecs                | Modifica les dades a Wikidata |

## polígon industrial
| imatge | Nom                             | Ubicat a          | instància de       | Detalls | coordenades                                                         | Protecció | Commons (més fotos) | Dades a WD                    |
| ------ | ------------------------------- | ----------------- | ------------------ | ------- | ------------------------------------------------------------------- | --------- | ------------------- | ----------------------------- |
|        | Polígon industrial Can Magarola | Mollet del Vallès | polígon industrial |         | 41° 33′ 07″ N, 2° 13′ 43″ E / 41.5519603720377°N,2.22874304046831°E |           |                     | Modifica les dades a Wikidata |
|        | Polígon industrial Can Prat     | Mollet del Vallès | polígon industrial |         | 41° 31′ 56″ N, 2° 13′ 07″ E / 41.5323109995266°N,2.2187394126834°E  |           |                     | Modifica les dades a Wikidata |
|        | Polígon industrial La Farinera  | Mollet del Vallès | polígon industrial |         | 41° 32′ 13″ N, 2° 12′ 16″ E / 41.5368072034078°N,2.20451544017282°E |           |                     | Modifica les dades a Wikidata |

## Misc
| imatge | Nom                                    | Ubicat a | instància de                                                         | Detalls                             | coordenades | Protecció                                  | Commons (més fotos)                                  | Dades a WD                    |
| ------ | -------------------------------------- | --- | -------------------------------------------------------------------- | ----------------------------------- | --- | ------------------------------------------ | ---------------------------------------------------- | ----------------------------- |
|        | Aiguamolls de Can Salvi                | Mollet del Vallès | zona humida aiguamoll                                                |                                     | 41° 33′ 35″ N, 2° 11′ 51″ E / 41.5596°N,2.19744°E                                                                                                   |                                            | Aiguamolls de Can Salvi (Mollet del Vallès)          | Modifica les dades a Wikidata |
|        | Circuit de Gallecs                     | Mollet del Vallès | circuit de motocròs                                                  | 1974 Llarg: 2200m                   | 41° 33′ 52″ N, 2° 12′ 06″ E / 41.56455555555556°N,2.2016388888888887°E Gallecs                                                                      |                                            | Circuit de Gallecs                                   | Modifica les dades a Wikidata |
|        | Font                                   | Mollet del Vallès | font                                                                 | Estil: arquitectura modernista 1921 | 41° 32′ 19″ N, 2° 12′ 48″ E / 41.5387°N,2.2133°E ca:Plaça Prat de la Riba                                                                           | bé integrant del patrimoni cultural català | Font de la plaça Prat de la Riba (Mollet del Vallès) | Modifica les dades a Wikidata |
|        | Gallecs                                | Àmbit Metropolità de Barcelona Mollet del Vallès Parets del Vallès Santa Perpètua de Mogoda Lliçà de Vall Montcada i Reixac Gallecs | Espai Natural Protegit àrea protegida Pla d'Espais d'Interès Natural | 2009 Superfície: 702.08025ha        | 41° 33′ 44″ N, 2° 11′ 41″ E / 41.562158333333336°N,2.194602777777778°E ca:Entre la carretera de Caldes C-59 i el camí de la Serra de Mollet 65 msnm |                                            | Gallecs                                              | Modifica les dades a Wikidata |
|        | Lourdes                                | Mollet del Vallès | nucli de població                                                    |                                     | 41° 33′ 22″ N, 2° 13′ 10″ E / 41.556211492801°N,2.2194272171897°E                                                                                   |                                            |                                                      | Modifica les dades a Wikidata |
|        | Mural Empatia                          | Mollet del Vallès | mural                                                                |                                     | 41° 32′ 29″ N, 2° 12′ 31″ E / 41.54130172729492°N,2.208503007888794°E ca:Via Ronda, 65                                                              |                                            |                                                      | Modifica les dades a Wikidata |
|        | Pla de les Pruneres                    | Mollet del Vallès | jaciment arqueològic                                                 |                                     | 41° 32′ 26″ N, 2° 12′ 58″ E / 41.540651111111°N,2.2162352777778°E                                                                                   |                                            |                                                      | Modifica les dades a Wikidata |
|        | casa consistorial de Mollet del Vallès | Mollet del Vallès | casa consistorial                                                    |                                     | 41° 32′ 08″ N, 2° 12′ 37″ E / 41.5355379°N,2.2103085°E ca:Plaça Major, 1 / Av. de Burgos                                                            |                                            | Mollet del Vallès new town hall building             | Modifica les dades a Wikidata |
|        | la Creu                                | Mollet del Vallès | creu de terme                                                        |                                     | 41° 31′ 52″ N, 2° 12′ 21″ E / 41.530994°N,2.205959°E                                                                                                |                                            |                                                      | Modifica les dades a Wikidata |
|        | menhir de Mollet                       | Mollet del Vallès | menhir                                                               | Estat: bon estat                    | 41° 32′ 15″ N, 2° 12′ 35″ E / 41.537602777778°N,2.2096111111111°E ca:Parc de Can Mulà                                                               | bé cultural d'interès nacional             | Menhir de Mollet                                     | Modifica les dades a Wikidata |
|        | pou, bassa i aqüeducte de Can Salvi    | Mollet del Vallès | pou bassa aqüeducte                                                  |                                     | 41° 33′ 36″ N, 2° 12′ 04″ E / 41.559868°N,2.20101°E 91 msnm                                                                                         |                                            | Pou, bassa i aqüeducte de Can Salvi                  | Modifica les dades a Wikidata |